# 936
| Calendário gregoriano                                                        | 936 CMXXXVI                                          |
| Ab urbe condita                                                              | 1689                                                 |
| Calendário arménio                                                           | 385 – 386                                            |
| Calendário bahá'í                                                            | -908 – -907                                          |
| Calendário budista                                                           | 1480                                                 |
| Calendário chinês                                                            | 3632 – 3633 Início a 27 de janeiro (aproximadamente) |
| Calendário copta                                                             | 652 – 653                                            |
| Calendário etíope                                                            | 928 – 929                                            |
| Calendários hindus - Vikram Samvat - Calendário nacional indiano - Cáli Iuga | 991 – 992 857 – 858 4036 – 4037                      |
| Calendário Holoceno                                                          | 10936                                                |
| Calendário islâmico                                                          | 324 – 325                                            |
| Calendário judaico                                                           | 4696 – 4697                                          |
| Calendário persa                                                             | 314 – 315                                            |
| Calendário rúnico                                                            | 1186                                                 |
| Calendário solar tailandês                                                   | 1479                                                 |

936 (CMXXXVI na numeração romana) foi um ano bissexto do século X do Calendário Juliano, da Era de Cristo, teve início a uma sexta-feira e terminou a um sábado e as suas letras dominicais foram  C e B (52 semanas).
No território que viria a ser o reino de Portugal estava em vigor a Era de César que já contava 974 anos.
| Ano completo                          |
| ------------------------------------- |
| Ano bissexto com início à sexta-feira |

## Eventos
- 3 de Janeiro - É eleito o Papa Leão VII.
- Unificação da península coreana pelo reino de Koryo (a Coreia manteve-se um reino unificado e soberano até a anexação pelo Japão em 1910).

## Nascimentos
- Abulcasis, foi um médico cirurgião hispano-árabe, m. 1013.

## Mortes
- 2 de julho - Henrique I da Germânia n. 876, duque da Saxónia e rei dos germanos.
- Bosão de Arles e Avinhão n. 885 foi conde de Arles e marquês da Toscânia.